# قنب الكروتولاريا
قنب الكروتولاريا المعروف باسم القنب البني، أو القنب الهندي، (الاسم العلمي: Crotalaria juncea) هو نبات آسيوي استوائي من فصيلة البقوليات، يُعتقد أنه نشأ في الهند.